# نظير مشع مصطنع

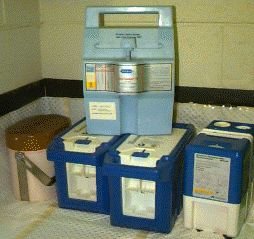

النظير المشع المصطنع عبارة عن نظير مشع لا وجود له في الطبيعة، بحيث أنه لا توجد أي عملية أو آلية طبيعية تمكّن من إنتاجه، أو أنه غير ثابت بحيث أنه يتحلل انشطارياً في وقت قصير جداً. كمثال عليها التكنيشيوم-95 والبروميثيوم-146. إن العديد من هذه النظائر المشعة الاصطناعية تقضي دورة حياتها داخل الوقود النووي بحيث انها تنتج وتوجد وتفنى داخله.

## الإنتاج
إن بعض النظائر المشعة المصطناعية يمكن الحصول عليها من قضبان الوقود النووي المستهلك في المفاعلات النووية، والتي تحوي على العديد من المنتجات الانشطارية. على سبيل المثال، يقدر بأنه حتى عام 1994، تم إنتاج حوالي 49,000 طن بيكريل (78 طن متري) من التكنيشيوم في المفاعلات النووية المختلفة، والتي بذلك تكون أكبر مصدر للتكنيشيوم في هذا الكون.
تنتج بعض النظائر المشعة المصطنعة من تعريض النظائر الأم إلى إشعاع نيوتروني في المفاعلات النووية (على سبيل المثال ينتج Tc-97 من الإشعاع النيوتروتي لـ Ru-96)، أو بقذف النظائر الأم من جسيمات عالية الطاقة من معجل جسيمات.

## الاستخدامات
تستخدم النظائر المشعة المصطنعة في الطب النووي من أجل تشخيص الأمراض مثل النظير المشع المصطنع للتكنيشيوم Tc-99m.

## اقرأ أيضا
- تحديد العمر إشعاعيا
- التحليل الكيميائي النيوتروني
- التلوث الاشعاعي
- متلازمة الإشعاع الحادة
- اضمحلال عنقودي
- مفاعل نووي للأبحاث
- تحليل كيميائي